# Maks Ebong
Afryd Maks Ebong Ngame (biał. Афрыд Макс Эбонг Нгамэ; ur. 26 sierpnia 1999 w Witebsku) – białoruski piłkarz występujący na pozycji pomocnika w kazachskim klubie FK Astana oraz w reprezentacji Białorusi.

## Kariera klubowa
Ebong jest wychowankiem Szachciora Soligorsk, z którym w sezonie 2018/19 zdobył Puchar Białorusi. W styczniu 2020 r. przeniósł się do kazachskiego FK Astana, z którym podpisał 4-letni kontrakt. W sezonie 2020 wywalczył Superpuchar Kazachstanu.

## Kariera reprezentacyjna
Ebong reprezentował Białoruś w kategorii U-21. W seniorskiej kadrze narodowej zadebiutował 9 września 2019 w przegranym 0:1 towarzyskim meczu z Walią.

## Bramki w reprezentacji
| Nr | Data              | Obiekt                                | Przeciwnik | Bramka na | Rezultat | Zawody                        |
| -- | ----------------- | ------------------------------------- | ---------- | --------- | -------- | ----------------------------- |
| 1. | 15 listopada 2020 | Stadion Dynama Mińsk, Mińsk, Białoruś | Litwa      | 2:0       | 2:0      | Liga Narodów UEFA (2020/2021) |
| 2. | 18 listopada 2020 | Arena Kombëtare, Tirana, Albania      | Albania    | 3:2       | 3:2      | Liga Narodów UEFA (2020/2021) |

## Życie osobiste
Ojciec Maksa Ebonga pochodzi z Kamerunu, zaś jego matka jest Białorusinką. Rodzice poznali się podczas studiów medycznych na Witebskim Państwowym Uniwersytecie Medycznym.